# 圣玛丽亚德韦尔塔
圣玛丽亚德韦尔塔（西班牙語：Santa María de Huerta）是西班牙卡斯蒂利亚-莱昂索里亚省的一个市镇。总面积49平方公里，总人口442人（2001年），人口密度9人/平方公里。